# Валер Жермен
Валер Жермен (фр. Valère Germain, нар. 17 квітня 1990, Марсель) — французький футболіст, нападник австралійського клубу «Макартур».

## Клубна кар'єра
Народився 17 квітня 1990 року в місті Марсель. Жермен почав футбольну кар'єру в молодіжному складі клубу «Орлеан». Потім він грав у молодіжних складах клубів «Шатору» та «Монако». У 2008 році разом з «Монако» став переможцем дублерів у аматорському чемпіонаті Франції з футболу. У міжсезоння 2009 року Жермен підписав свій перший професійний контракт з «Монако» на три роки. Попри підписаний контракт, Жермен провів наступні два сезони у резервному складі клубу. 
У першій команді монегасків Жермен дебютував 1 травня 2011 року у чемпіонаті Франції в матчі проти «Сент-Етьєна», замінивши Джорджі Велкама на 72-й хвилині матчу. Також вийшов на заміну в кінцевому матчі сезону проти «Ліона». Матч був програний з рахунком 2:0. Після цієї поразки «Монако» вилетів у Лігу 2.
У другому дивізіоні «Монако» почав сезон досить невдало. Відбулася зміна тренера, замість відстороненого Лорана Баніда на пост головного тренера прийшов Марко Сімоне. При італійському тренері Жермен став поступово потрапляти в перший склад, а 15 серпня 2011 року забив свій перший гол за клуб у ворота «Реймс». В наступному місяці забив свій другий гол в нічийному матчі проти клубу «Седан». Жермен завершив цей сезон у статусі кращого бомбардира клубу з 8 голами. У сезоні 2012/13 Жермен забив 14 голів у 35 матчах. За підсумками сезону «Монако» зайняв перше місце в Лізі 2 і повернувся у вищий дивізіон Франції. 23 липня 2013 року Жермен продовжив контракт з «Монако» до 2017 року.
У липні 2015 року «Ніцца» орендувала Жермена з правом подальшого викупу. У першому турі сезону 2015/16 Валер забив перший м'яч за новий клуб у ворота рідного «Монако» (1:2), а дубль Жермена в матчі 37-го туру проти «Сент-Етьєна» (2:0) вивів «Ніццу» у Ліги Європи.
Влітку 2016 року Жермен повернувся в «Монако». Його 10 голів допомогли команді стати чемпіоном Франції у сезоні 2016/17.
24 червня 2017 року було оголошено про перехід Жермена в «Марсель», з яким гравець підписав контракт до 2021 року Станом на 1 червня 2020 року відіграв за команду з Марселя 127 матчів у всіх змаганнях та забив 28 голів. Уболівальники «Марселя» часто піддавали Жермена критиці, зокрема, за невисоку результативність, однак сам гравець заявляв, що задоволений виступами за клуб.

## Виступи за збірні
У 2011 році, через кілька тижнів після професійного дебюту, Жермен отримав виклик у молодіжну збірну Франції для товариських матчів проти збірних Сербії і України. Дебютував 2 червня 2011 року в переможному матчі проти сербів, де вийшов на поле в 76-й хвилині матчу.
У 2012 році Жермен взяв участь у Тулонському турнірі зі збірною до 20 років, забивши два голи, але його збірна стала лише четвертою.

## Статистика виступів

### Статистика клубних виступів
| Сезон               | Команда             | Чемпіонат           | Чемпіонат | Чемпіонат | Національний кубок | Національний кубок | Національний кубок | Континентальні кубки | Континентальні кубки | Континентальні кубки | Інші змагання | Інші змагання | Інші змагання | Усього | Усього |
| Сезон               | Команда             | Ліга                | Ігор      | Голів     | Ліга               | Ігор               | Голів              | Ліга                 | Ігор                 | Голів                | Ліга          | Ігор          | Голів         | Ігор   | Голів  |
| ------------------- | ------------------- | ------------------- | --------- | --------- | ------------------ | ------------------ | ------------------ | -------------------- | -------------------- | -------------------- | ------------- | ------------- | ------------- | ------ | ------ |
| 2010–11             | «Монако»            | Л1                  | 2         | 0         | -                  | -                  | -                  | -                    | -                    | -                    | -             | -             | -             | 2      | 0      |
| 2011–12             | «Монако»            | Л2                  | 34        | 8         | КФ+КЛ              | 3+1                | 2+0                | -                    | -                    | -                    | -             | -             | -             | 38     | 10     |
| 2012–13             | «Монако»            | Л2                  | 35        | 14        | КФ+КЛ              | 2+2                | 2+0                | -                    | -                    | -                    | -             | -             | -             | 39     | 16     |
| 2013–14             | «Монако»            | Л1                  | 23        | 5         | КФ+КЛ              | 2+1                | 0                  | -                    | -                    | -                    | -             | -             | -             | 26     | 5      |
| 2014–15             | «Монако»            | Л1                  | 29        | 4         | КФ+КЛ              | 2+3                | 1+0                | ЛЧ                   | 3                    | 0                    | -             | -             | -             | 37     | 5      |
| 2015–16             | «Ніцца»             | Л1                  | 38        | 14        | КФ+КЛ              | 1+1                | 0                  | -                    | -                    | -                    | -             | -             | -             | 40     | 14     |
| 2016–17             | «Монако»            | Л1                  | 36        | 10        | КФ+КЛ              | 5+3                | 3+0                | ЛЧ                   | 16                   | 4                    | -             | -             | -             | 60     | 17     |
| Усього за «Монако»  | Усього за «Монако»  | Усього за «Монако»  | 159       | 41        |                    | 24                 | 8                  |                      | 19                   | 4                    |               | -             | -             | 202    | 53     |
| 2017–18             | «Марсель»           | Л1                  | 35        | 9         | КФ+КЛ              | 2+1                | 1+1                | ЛЄ                   | 17                   | 7                    | -             | -             | -             | 55     | 18     |
| 2018–19             | «Марсель»           | Л1                  | 36        | 8         | КФ+КЛ              | 1+1                | 0                  | ЛЄ                   | 4                    | 0                    | -             | -             | -             | 42     | 8      |
| 2019–20             | «Марсель»           | Л1                  | 25        | 2         | КФ+КЛ              | 4+1                | 0                  | -                    | -                    |                      | -             | -             | -             | 30     | 2      |
| Усього за «Марсель» | Усього за «Марсель» | Усього за «Марсель» | 96        | 19        |                    | 10                 | 2                  |                      | 21                   | 7                    |               | -             | -             | 127    | 28     |
| Усього за кар'єру   | Усього за кар'єру   | Усього за кар'єру   | 293       | 74        |                    | 36                 | 10                 |                      | 40                   | 11                   |               | -             | -             | 369    | 95     |

## Титули і досягнення

### Командні
- Чемпіон Франції (1):

«Монако»: 2016–17

### Особисті
- У символічній збірній Ліги 2: 2013